# Protiletadlový kanón

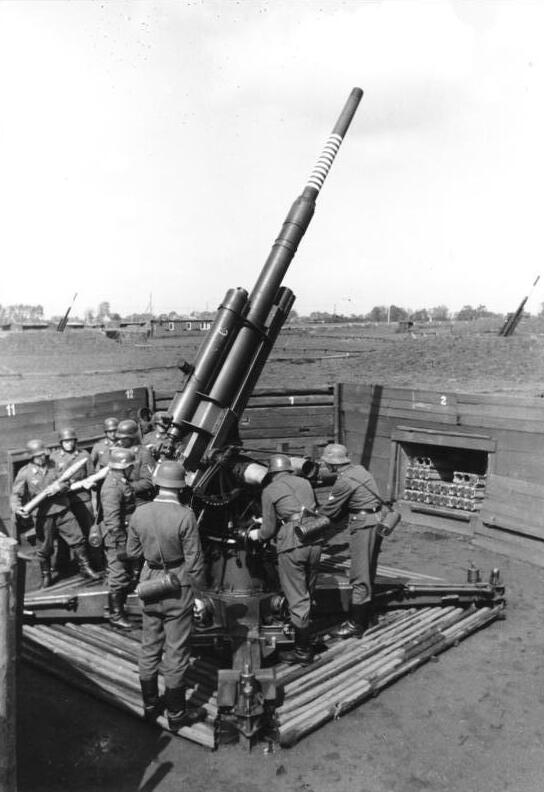
Německý 88mm kanón Flak během druhé světové války (1943)

Protiletadlový kanón (neodborně též flak z německého Flugabwehrkanone, či AAA z anglického Anti–aircraft artillery) je obvykle speciálně konstruován ke střelbě na vzdušné cíle – pilotované i bezpilotní letouny, helikoptéry, řízené střely a balóny. Vyznačuje se vysokou rychlostí střelby a velkou počáteční rychlostí střel. Bývá umístěn na speciální lafetu, která umožňuje kruhový odměr, má velký náměr, zajišťuje stabilitu zbraně při střelbě a umožňuje nabíjení (ideálně) při všech odměrech a náměrech. Protiletadlové kanóny používají navíc i speciálně konstruovanou munici s časovými nebo bezkontaktními zapalovači, speciální protiletadlovými zaměřovači a mohou používat i systémy dálkového řízení. Kromě palby na vzdušné cíle může protiletadlový kanón ostřelovat i pozemní či námořní cíle.

## Historie

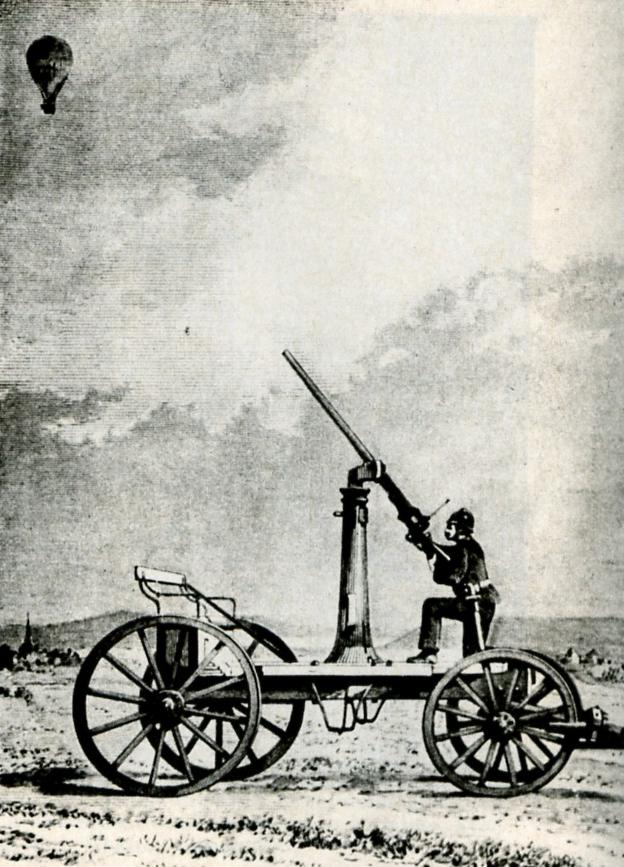
Kruppův kanon proti balonům

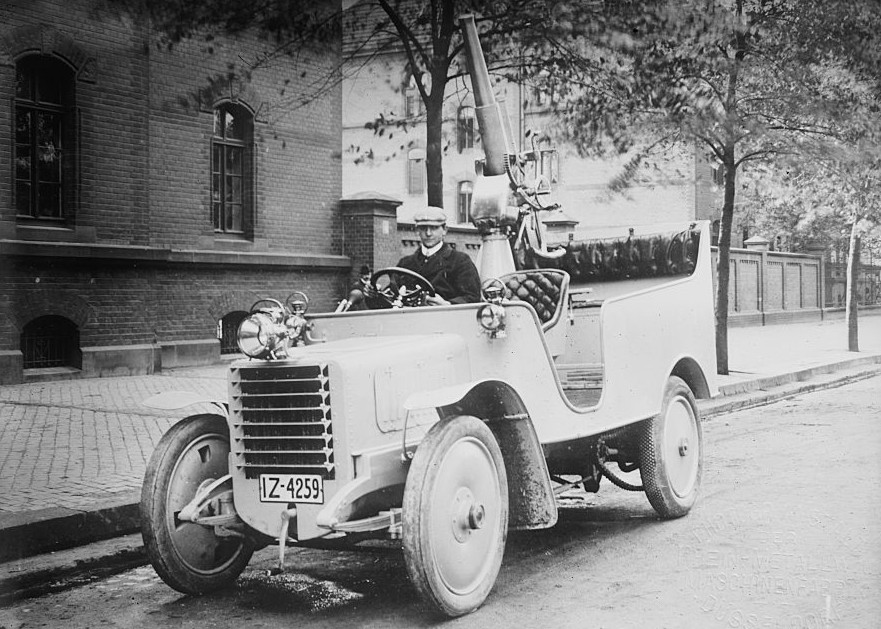
Erhardt-Lastkraftwagen s 5cm kanonem Rheinmetall L/30 proti balonům (1906)

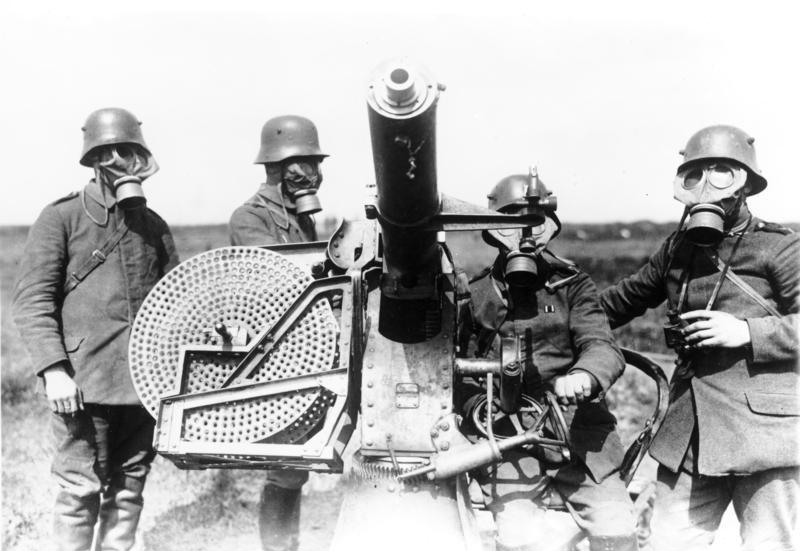
Němečti vojáci s kulometem 3,7-cm-MaschinenFlak M 14 (německá verze britského Maxim-Nordenfeldt QF 1-pounder)

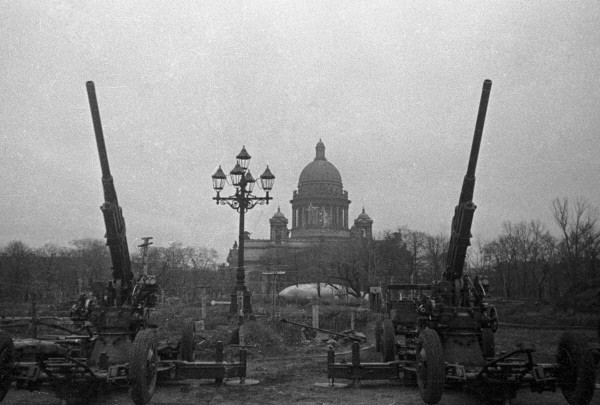
Obležení Leningradu (1. října 1941)

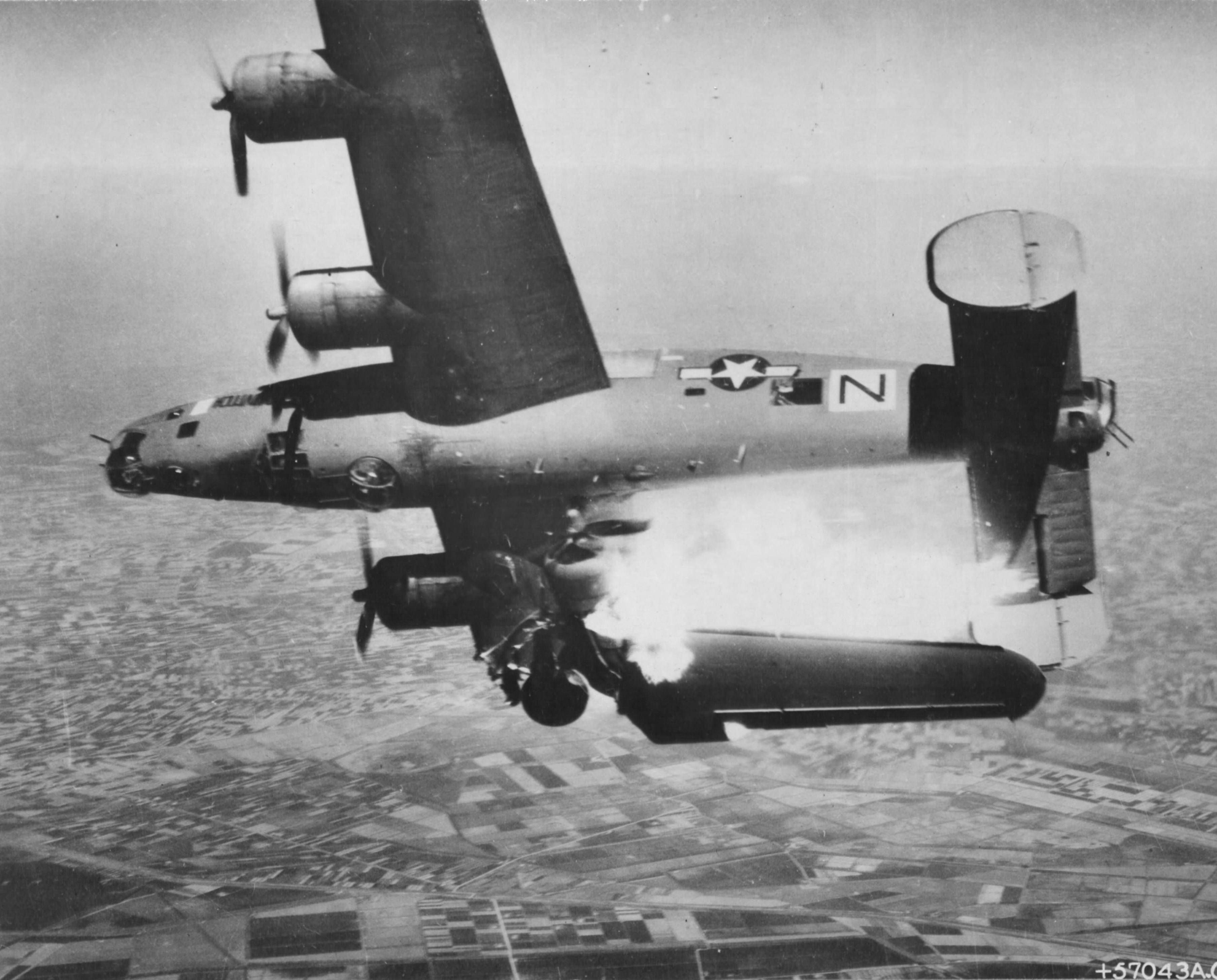
B-24 Liberator zasažený flakem 10. dubna 1945 nad provincií Ravenna

První kanóny zvlášť upravené nebo konstruované ke střelbě na vzdušné cíle (tehdy balóny) se objevily během Prusko-francouzské války v letech 1870–1871. Upravený kanón postavila firma Krupp. Měl ráži kolem 32 mm a byl umístěn na vozíku taženém koňmi.
Před první světovou válkou se objevilo v roce 1909 několik německých konstrukcí firmy Krupp, z nichž se 75mm kanón dostal i do výzbroje a stal se poměrně rozšířenou zbraní. Ostatní státy v předválečném období ignorovaly rodící se hrozbu letectva a pozorovacích balónů. Po zahájení války se ve Francii a Rusku objevily improvizace, spočívající v montáži kanónů ráže okolo 75–76 mm na podstavec, který umožňoval střelbu na vzdušné cíle. Až v druhé polovině války se objevil první britský kanón, speciálně konstruovaný k protiletadlové střelbě, ale až do konce války zůstala protiletadlová obrana vojsk záležitostí převážně protiletadlových kulometů různých typů. Koncem války se konečně (vznikl již v roce 1890) na frontě objevil moderně pojatý britský automatický 37mm protiletadlový kanón firmy Maxim-Nordenfelt nebo QF 1-pounder pom-pom, který se stal pro německá letadla značnou hrozbou a kterému údajně padl za oběť i slavný „Rudý baron“ Manfred von Richthofen.
Druhou významnou oblastí rozvoje protiletadlového dělostřelectva byla obrana Britských ostrovů před nálety německých vzducholodí a bombardovacích letadel, které si vynutily použití děl středních ráží. Tato děla vznikala úpravou různých námořních děl pro střelbu na vzdušné cíle.
V meziválečném období si armády uvědomily potenciální hrozbu letectva pro svá vojska a začaly se zajímat o zbraně vhodné pro protiletadlovou obranu. Bylo to znovu Německo, které ve spolupráci se Švédskem a Švýcarskem vyvinulo automatické protiletadlové kanóny ráže 20 a 37 mm, vhodné pro blízkou protiletadlovou obranu. Pro střelbu na vysokoletící cíle vznikl ve spolupráci se švédskou firmou Bofors zřejmě nejslavnější protiletadlový kanón 8,8cm Flak 18, později zdokonalený jako 8,8cm Flak 36 a 8,8cm Flak 37. Koncem 20. let švédské námořnictvo u firmy Bofors objednalo vývoj nového 40mm protiletadlového kanónu, který byl nakonec velmi úspěšný a zaveden do výzbroje 17 států, přičemž jeho poslední verze slouží dodnes. Ale s blížící se druhou světovou válkou počet typů protiletadlových kanónů narostl a ve výzbroji většiny armád a námořnictva se objevily protiletadlové kanóny ráže od 20 do 130 mm. Vyjasnilo se i jejich určení a taktika použití.
Boje druhé světové války, jak se brzy ukázalo, letectvo ovlivnilo velmi výrazně. S tím vzrostl i význam protiletecké obrany, která byla v tomto období postavená na stíhacích letadlech a protiletadlovém dělostřelectvu. V počáteční fázi války se především německé letectvo stalo významným prostředkem, který otvíral německým vojskům cestu k rychlým a efektním vítězstvím v západní Evropě. Německou Luftwaffe nakonec již brzy čekala první porážka v Bitvě o Británii, převážně zásluhou stíhačů, ale nezanedbatelně se na britském vítězství podíleli i obsluhy protiletadlových děl.
Významnou roli sehrály protiletadlové kanony i na východní frontě, kde sovětská vojska dokázala vytvořit především kolem Moskvy téměř neproniknutelnou hráz. Později po nástupu spojeneckého strategického letectva bylo podrobeno tvrdé zkoušce i německé protiletadlové dělostřelectvo, které muselo masivně odrážet údery strategického letectva na významné cíle v německém vnitrozemí. Celkem mimořádnou úlohu hrálo protiletadlové dělostřelectvo a jeho zbraně v bojích proti Japonsku. Námořní operace se z velké části odehrávaly na obrovských prostorách Tichého oceánu a hlavní údernou silou loďstev se staly letadlové lodě a letecké skupiny na nich umístěné. Bitevní lodě a křižníky, v předválečném období pýcha loďstev, se změnily především na plovoucí protiletadlové baterie, vyzbrojené desítkami protiletadlových děl středních a velkých ráží.
V období po skončení druhé světové války přišel postupný konec klasických protiletadlových děl velkých a středních ráží – objevily se protiletadlové rakety. Protiletadlové kanóny menších ráží se udržely jako prostředek přímé protiletecké obrany jednotek na bojišti.
V druhé polovině 60. let se objevila nová hrozba pro pozemní jednotky – bojové vrtulníky, vyzbrojené protitankovými řízenými střelami. Obratné, ale nepříliš rychlé a pancéřované vrtulníky jsou pro malorážová děla vhodný cíl a naopak, jedním z nejvhodnějších prostředků pro boj v neočekávaně se objevujícími cíli jsou právě automatické malorážové rychlopalné kanóny. Podobná hrozba se objevila i v oblasti námořní výzbroje – protilodní řízené střely, letící nízko nad hladinou moře, představují pro protiletadlové rakety mimořádně obtížně zasažitelný cíl, se kterým však automatické malorážové kanóny dokážou efektivně bojovat. Obrana proti vrtulníkům a bezpilotním letadlům, stejně jako proti nízkoletícím protilodním řízeným střelám dala protiletadlovým kanónům druhý dech, a tak úspěšně vstoupily i do 21. století.

## Rozdělení

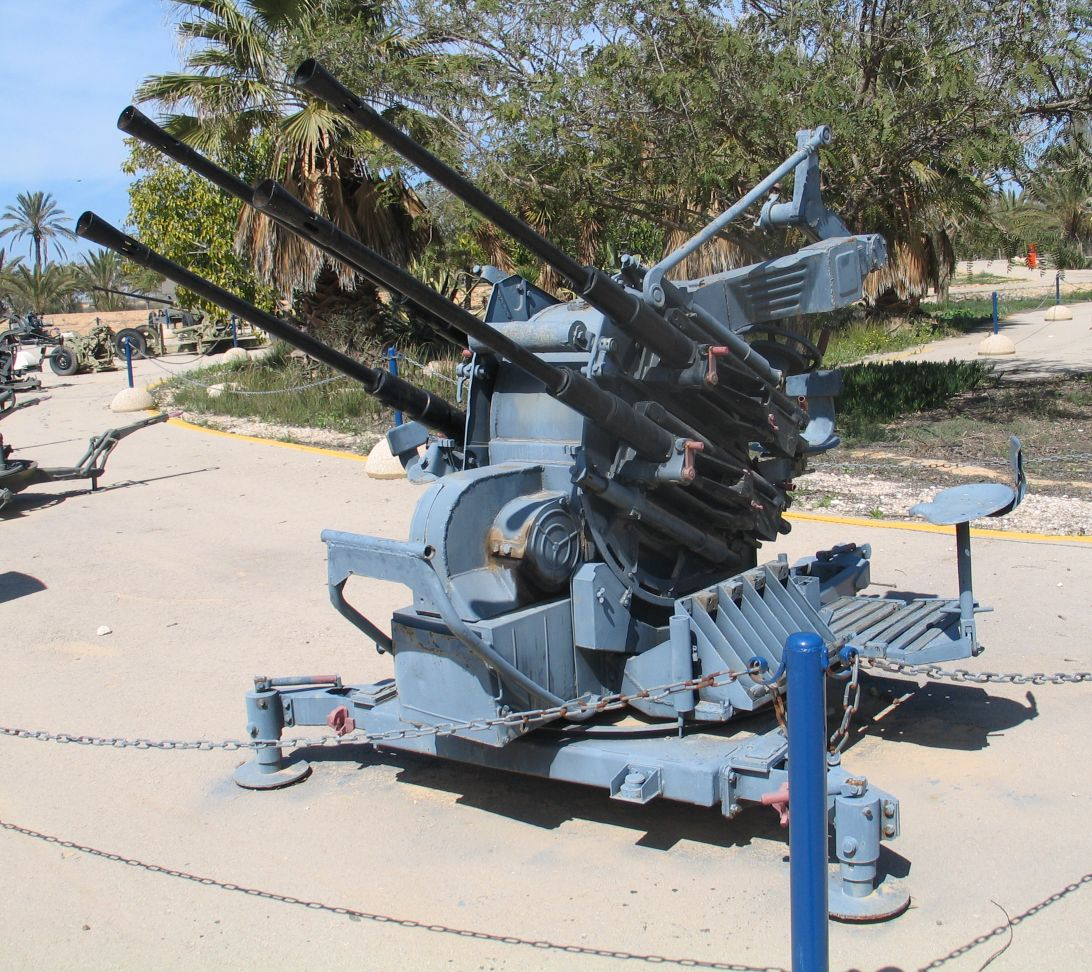
Protiletadlový kanon Vierling 38 ráže 20 mm

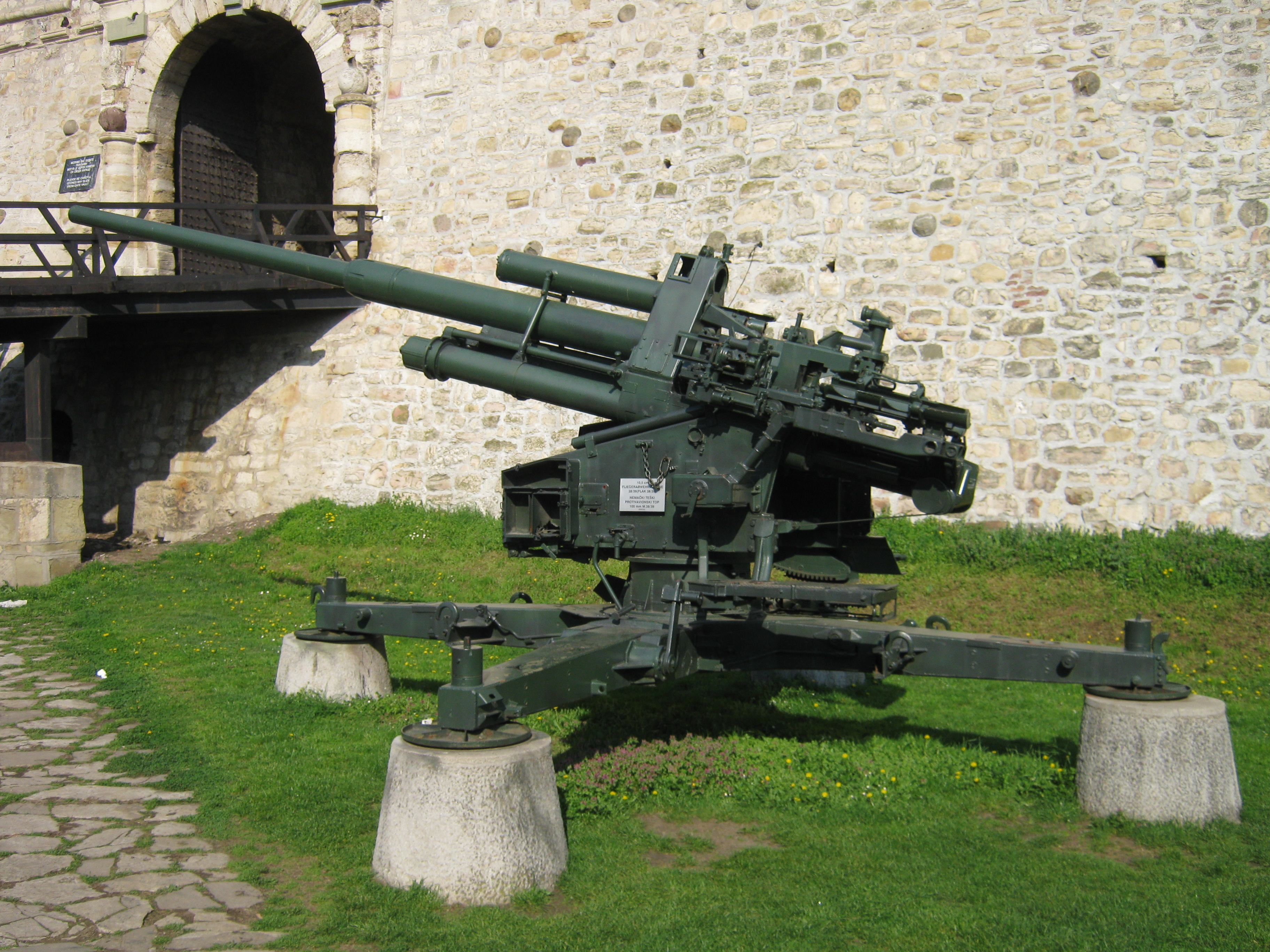
Německé 88mm protiletadlové dělo, 8,8 cm Flak 18, jedna z nejobávanějších zbraní druhé světové války

### Podle lafetace
- Pozemní – jsou ve výzbroji pozemních vojsk
- Námořní – jsou namontovány na lodě – montáž kanónu na loď má mnoho zvláštností, které se u kanónů pro pozemní vojska nevyskytují vůbec, nebo jen vzácně.

### Podle ráže
- Malorážové – do ráže 40 mm – zpravidla plně automatické zbraně určené pro bodovou obranu
- Středních ráží – ráže 40–75 mm – zpravidla zbraně určené na bodovou obranu v širší oblasti
- Velkých ráží – ráže nad 80 mm – určeno pro protiletadlovou teritoriální obranu

### Podle způsobu přepravy
- Tažené – přepravují se ve vleku za vozidlem
- Samohybné – mají vlastní pásový nebo kolový podvozek
- Železniční – jsou umístěny na železničním vagónu, ať už pro přímou obranu vlaku nebo z důvodu rychlé přepravitelnosti do ohroženého prostoru
- Námořní – zajišťují protiletadlovou a protiraketovou obranu lodi nebo námořního seskupení
- Stacionární – jsou umístěny v zodolněných stavbách pro protiletadlovou obranu zvlášť důležitého prostoru

## Konstrukce

### Typická konstrukce pozemního protiletadlového kanónu velké ráže
Kanón má ráži 80–130 mm, což mu poskytuje dálkový dostřel 15–25 km a (významnější) výškový dostřel 10–15 km, u nejlepších zbraní ráže 130 mm do 17,5 až do 20 km. Spodní lafeta má tvar kříže a podvozek je používán pouze při přepravě – při zaujetí palebného postavení se demontuje. Horní lafeta kanónu je řešena jako plošina, otočná v kuličkového dráze spodní lafety. Na horní lafetě je umístěna celá dělostřelecká zbraň – tedy kolébka, hlaveň s brzdovratným zařízením a poloautomatickým závěrem, vyvažovače, řídítka a mířidla. Kromě toho jsou na plošině horní lafety umístěny sedačky měřičů – protiletadlová děla středních a velkých ráží obsluhují obvykle měřiči dva – jeden zaměřuje cíl v náměru, druhý v odměru, častým doplňkem je časovací mechanismus a nabíjecí/podávací stůl. Spodní lafeta může být nahrazena pilotem, masivním sloupem, pevně zabetonovaném v zodolněném odpalovacího stanovišti a sedačky měřičů mohou být nahrazeny systémem dálkového řízení z centrálního zaměřovače.
Centrální zaměřovač je poměrně složité mechanické nebo elektromechanické zařízení – prakticky analogový počítač, který na základě vstupních údajů – známé balistiky zbraně a optickým dálkoměrem nebo radiolokátorem zjištěné výšce, rychlosti a vzdálenosti cíle vypočítává údaje potřebné k zamíření zbraně do potřebného prostoru, nastavení časovacích zapalovačů tříštivých granátů a okamžik výstřelu tak, aby se vystřelené granáty dostaly do blízkosti cíle a jejich časové zapalovače právě tehdy zapracovaly. Centrální zaměřovače obvykle neřídí jeden kanon, ale celou dělostřeleckou baterii.